# Мяхе
Мя́хе (эст. Mähe) — микрорайон в районе Пирита города Таллина, столицы Эстонии. 

## География
Расположен в восточной части Таллина. Граничит с микрорайонами Меривялья, Пирита, Клоостриметса и Лепику. С севера и востока граничит с волостью Виймси. Площадь — 2,82 км². Плотность населения на 1 января 2023 года — 2498,9 чел/км².

## Улицы
Основные и самые протяжённые улицы микрорайона Мяхе: Астла, Мяхе, Рандвере, Пярнамяэ, Падрику, Раннику, Мугула, Астла.
Бо́льшая часть улиц микрорайона носит цветочные и растительные названия: Арника (эст. Arnika) — Арниковая, Выза (эст. Võsa) — Кустарниковая, Куммели (эст. Kummeli) — Ромашковая, Куузику (эст. Kuusiku) — Ельниковая, Кяоканну (эст. Käokannu) — Горицветовая, Лодьяпуу (эст. Lodjapuu) — Калиновая, Леэдри (эст. Leedri) — Бузиновая, Лумикеллукезе (эст. Lumikellukese) — Подснежниковая, Майкеллукезе (эст. Maikellukese) — Ландышевая, Лийлиа (эст. Liilia) — Лилиевая, Облика (эст. Oblika) — Щавелевая, Палдерьяни (эст. Palderjani) — Валерьяновая, Паюстику (эст. Pajustiku) — Ивовая, Поэнги (эст. Pojengi) — Пионовая, Приймула (эст. Priimula) — Первоцветовая, Юмика (эст. Jumika) — Васильковая, Ясмийни (эст. Jasmiini) — Жасминовая.

## Население
| Численность населения микрорайона Мяхе на 1 января по данным Регистра народонаселения | Численность населения микрорайона Мяхе на 1 января по данным Регистра народонаселения | Численность населения микрорайона Мяхе на 1 января по данным Регистра народонаселения | Численность населения микрорайона Мяхе на 1 января по данным Регистра народонаселения | Численность населения микрорайона Мяхе на 1 января по данным Регистра народонаселения | Численность населения микрорайона Мяхе на 1 января по данным Регистра народонаселения | Численность населения микрорайона Мяхе на 1 января по данным Регистра народонаселения | Численность населения микрорайона Мяхе на 1 января по данным Регистра народонаселения |
| 2008                                                                                  | 2010                                                                                  | 2011                                                                                  | 2012                                                                                  | 2013                                                                                  | 2014                                                                                  | 2015                                                                                  | 2016                                                                                  |
| ------------------------------------------------------------------------------------- | ------------------------------------------------------------------------------------- | ------------------------------------------------------------------------------------- | ------------------------------------------------------------------------------------- | ------------------------------------------------------------------------------------- | ------------------------------------------------------------------------------------- | ------------------------------------------------------------------------------------- | ------------------------------------------------------------------------------------- |
| 4388                                                                                  | ↗4748                                                                                 | ↗4975                                                                                 | ↗5585                                                                                 | ↗5769                                                                                 | ↗5957                                                                                 | ↗6151                                                                                 | ↗6374                                                                                 |
| 2017                                                                                  | 2018                                                                                  | 2019                                                                                  | 2020                                                                                  | 2021                                                                                  | 2022                                                                                  | 2023                                                                                  |                                                                                       |
| ↗6509                                                                                 | ↗6681                                                                                 | ↗6706                                                                                 | ↗6803                                                                                 | ↗6815                                                                                 | →6815                                                                                 | ↗7047                                                                                 |                                                                                       |

## История
Основная часть микрорайона, земля бывшей деревни Лепику (эст. Lepiku), была объединена с Таллином в 1945 году. Расположенная к северо-востоку от улицы Пярнамяэ часть деревни Эйгрумяэ (эст. Äigrumäe) входит в состав столицы с 1958 года. 
Деревня Мяхе, преемница микрорайона Мяхе, находилась в начале улицы Рандвере. Поселение на данном месте возникло уже в начале XVII века. В 1625 году данное поселение упоминается как свободный хутор Мяхэ. 
По состоянию на 30 июля 1920 года в состав Мяхе входило 11 хозяйств: хутор Мяхе, баня Мяхе, Вейдеманни, хутор Лаури, баня Лаури, семья Рооди, семья Карли, семья Куусику, семья Нымме, куртина и берёзовый лес. Численность населения составляла 59 человек. 
Своё название деревня получила, вероятно, по ручью Мяхе, и это название может происходить от эстонского слова mähk : mähe — «заболонь», «солодовый хлеб».
В 1937 году произошло дробление земель хутора Мяхе, на месте которого к концу 1930-х годов возникло 65 землевладений.
В 1955 году на месте нынешних садов Мяхе началось обустройство земель под скотные, покосные и посевные садовые участки. Недалеко от грунтовой дороги Китсасте земля была поделена на участки и распределена между гражданами, где вскоре появились грядки, фруктовые сады и декоративные насаждения. В это же время стали появляться и садовые домики, большинство которых по площади не превышало 20 м².
Микрорайон застроен частными домами и малоэтажными квартирными домами, значительную часть также занимают лесные насаждения.

## Общественный транспорт
В Мяхе курсируют городские автобусы маршрутов № 8 и 38.

## Галерея
- Микрорайон Мяхе
- Улица Падрику
- Улица Раннику
- Улица Убалехе
- Улица Пыыза
- Улица Юмика